# Horacio Abadie Santos
Horacio Abadie Santos (* 23. Mai 1886 in Montevideo; † 24. November 1936) war ein uruguayischer Politiker, Rechtsanwalt und Journalist.
Abadie Santos, der ab dem 10. August 1917 mit María Sara Fossati Rosselli (1892–1985) verheiratet war und mit ihr die drei Kinder namens Horacio, Sara und Renée hatte, war Professor für Strafrecht an der Universidad de la República. Der Autor mehrerer Bücher im strafrechtlichen, kulturellen und politischen Bereich veröffentlichte als Journalist auch unter den Pseudonymen Maese Nicolás, Fray Martín, Ayax und Galf.
Abadie Santos, der der Partido Colorado angehörte, übte im Rahmen seiner politischen Laufbahn von 1933 bis 1934 das Amt des Bildungsministers von Uruguay aus.
Zudem war vom 18. Mai 1934 bis zum 24. November 1936 Abgeordneter zunächst für das Departamento Montevideo und ab dem 2. Juli 1934 für Tacuarembó in der Cámara de Representantes.
Auf der Rambla República Argentina in Montevideo befindet sich ein Denkmal zu seinen Ehren.

## Veröffentlichungen (Auszug)
- De la Jornada anticolegialista (1913–1933). Impresora moderna, Montevideo 1933.[10]